# Волковка (Полтавская область)
Волковка (укр. Вовківка) — село,
Драбиновский сельский совет,
Новосанжарский район,
Полтавская область,
Украина.
Код КОАТУУ — 5323481003. Население по переписи 2001 года составляло 166 человек.

## Географическое положение
Село Волковка находится у одного из истоков реки Маячка,
между сёлами Драбиновка и Долгая Пустошь (1,5 км).

## История
- 1910 — дата основания.